# وینویک، نورث‌همپتون‌شر
وینویک (به انگلیسی: Winwick) یک روستا و محله مدنی در بریتانیا است که در داونتری واقع شده‌است.